# Cercophana frauenfeldi
Cercophana frauenfeldi är en fjärilsart som beskrevs av Felder 1862. Cercophana frauenfeldi ingår i släktet Cercophana och familjen påfågelsspinnare. Inga underarter finns listade i Catalogue of Life.